# Mannen som försvann
Mannen som försvann (engelsk originaltitel: Nowhere Man) var en amerikansk drama/thriller-TV-serie från 1995 skapad av Lawrence Hertzog. Serien var Walt Disney Company-ägda Touchstone Televisions första stora försök med en mer påkostad dramaserie, och sändes i Sverige på SVT.

## Handling
En vanlig dag försvinner fotografen Thomas Veils fru från restaurangen där de ätit. När han kommer hem finns frun där, men känner inte igen honom - och det finns inga spår av honom i huset. Veil inser snart att det är en konspiration som satts igång för att han ska lämna ifrån sig ett värdefullt negativ. Han flyr och försöker med hjälp av olika spår hitta roten på problemet så att han kan få tillbaka sitt liv.

## Öppningssekvensen
Varje avsnitt började med en introduktionssekvens med svartvita stillbildsfotografier av Thomas Veils situation, tillsammans med följande prolog:
"My name is Thomas Veil, or at least it was. I'm a photographer, I had it all: a wife, Alyson, friends, a career. And in one moment it was all taken away, all because of a single photograph. I have it; they want it; and they will do anything to get the negative.  I'm keeping this diary as proof that these events are real. I know they are ...  They...  have to be."

## Avsnitt
| Avsnitt | Titel                          | Sändningsdatum (USA) |
| ------- | ------------------------------ | -------------------- |
| 1       | Absolute Zero                  | 28 augusti 1995      |
| 2       | Turnabout                      | 4 september 1995     |
| 3       | The Incredible Derek           | 11 september 1995    |
| 4       | Something About Her            | 18 september 1995    |
| 5       | Paradise on Your Doorstep      | 25 september 1995    |
| 6       | The Spider Webb                | 9 oktober 1995       |
| 7       | A Rough Whimper of Insanity    | 23 oktober 1995      |
| 8       | The Alpha Spike                | 30 oktober 1995      |
| 9       | You Really Got a Hold on Me    | 6 november 1995      |
| 10      | Father                         | 13 november 1995     |
| 11      | The Enemy Within               | 20 november 1995     |
| 12      | It's Not Such a Wonderful Life | 27 november 1995     |
| 13      | Contact                        | 15 januari 1996      |
| 14      | Heart of Darkness              | 22 januari 1996      |
| 15      | Forever Jung                   | 5 februari 1996      |
| 16      | Shine a Light on You           | 12 februari 1996     |
| 17      | Stay Tuned                     | 19 februari 1996     |
| 18      | Hidden Agenda                  | 26 februari 1996     |
| 19      | Doppelganger                   | 18 mars 1996         |
| 20      | Through a Lens Darkly          | 8 april 1996         |
| 21      | Dark Side of the Moon          | 15 april 1996        |
| 22      | Calaway                        | 29 april 1996        |
| 23      | Zero Minus Ten                 | 6 maj 1996           |
| 24      | Marathon                       | 13 maj 1996          |
| 25      | Gemini                         | 20 maj 1996          |